# 日本共産党第22回大会
日本共産党第22回大会（にほんきょうさんとうだいにじゅうにかいたいかい）は2000年（平成12年）11月20日から24日までの5日間に渡って開かれた日本共産党の党大会。静岡県熱海市の伊豆学習会館に参加者が泊まり込む形で開催された。

## 概要
- 今期党大会では志位和夫が幹部会委員長に、不破哲三が中央委員会議長に就任した。
- 党規約の全面的な見直しを行った。

## 規約の改正
日本共産党の規約は大会のごとに細かな修正が施されてきたが、今回は1994年（平成6年）の第20回党大会に続く大きな見直しを行い、条文の整理統合などもあって平成以降における最大規模の修正となった。不破が結語で語ったところによれば、修正点は全体で30カ所以上に及んだといい、党中央も全面改定と位置付けている。

### 前文廃止、極左色の一掃
1958年（昭和33年）の制定以来引き継がれてきた党規約の「前文」を廃止した。

第20回党大会の規約改正で、自己の位置付けについて「労働者階級の前衛政党である」（前文(1)段落）と規定したが、改定では「日本の労働者階級の党であると同時に日本国民の党であり民主主義、独立、平和、国民生活の向上、そして日本の進歩的未来のために努力しようとする全ての人々にその門戸を開いている」（第2条）と書き、それまで左翼運動で頻繁に使われてきたイデオロギー色の極めて強い単語を極力削って、ニセ「左翼」（極左暴力集団ないしは新左翼）との間に一線を引いた。同時に、反動勢力がクーデターなど非平和的な手段に訴えた場合は武装闘争に出る可能性もあるとする敵の出方論を規約上は完全に無くした。この流れが2004年（平成16年）に行われる次の第23回党大会での綱領全面改正につながっていく。

### 機関紙活動
しんぶん赤旗（特に日刊紙）の販売活動である『機関紙活動』について、個別の党員に対しては規約で「日々の『赤旗』を（単に「買う」だけではなく）よく読んで党の政策と決定を実行する」（第2条）ことを義務付けていたのを見直し、『4つの大切』の1つとしての努力目標とした。ただし、党大会ないしは中央委員会総会の決定文書およびそれを掲載したしんぶん赤旗日刊紙・電子版・小冊子等についてのみ、党員は発表後速やかに読了することが引き続き義務付けられた（第5条の(7)）。
支部や地区委員会はその任務として「機関紙活動に積極的にとりくむ」（第40条）ことが明記された。

その一方で、対外的に最も柔軟なイメージだった月刊誌『グラフこんにちは日本共産党です』を廃刊することが大会と前後して決まっている。

### 議員の党生活
党所属の地方議会議員が議員団での活動を最優先にすることとなっていた条項を見直した。不破は「議員が地域の支部長を兼ねるケースが多くなってきて、議員団優先と一律に決められても困るという意見があった」と結語で述べ、「原則として議員団で日常の党生活を行う」（第44条）と改めて支部での活動にゆとりを持たせた。

### 党費の減免基準
旧規約では「失業している党員、老齢または病気によって扶養を受けている党員および生活保護を受けている党員など著しく生活の困窮している党員の党費は免除する。その他の生活困難な党員の党費は軽減することができる」（第61条）と規定されていた。これを各党員の実情と意志に応じて運用できるように改め、「軽減し、または免除することができる」（第46条）とした。これにより、現在では党員全体の5人に1人にあたる約6万人が党費を納めないまま活動に参加するようになった。
ただし、党費を納めなくなったからと言ってすぐに10条該当党員になる訳ではない。これは従前通りである。

### 条文の整理統合、記述の簡素化
党員の入党や離党の手続き、推薦や判断の基準において事細かに記述されていたり、記述が冗長で理解しにくかった部分を整理した。
党員の権利と義務は、旧規約では2条に分かれ、権利7項目、義務8項目が記載されていた（第2条、3条）。これを1つの条文に統合し、権利義務合わせて10項目とした。また、規約記載の権利義務から外れたものの重要な努力目標となる4項目について、『4つの大切』として達成を呼びかけることにした。
旧規約では他党からの移籍者を受け入れる場合、「推薦者となる党員2名のうち1名は3年以上の党歴が必要、なおかつ都道府県委員会の承認を受けること。移籍希望者が前の政党で幹部だった場合は推薦者のうち1人が党歴5年以上のベテランで中央委員会の承認が必要」（第6条）と厳格な記述がなされていたが、「他党の党員であった経歴をもつ人を入党させる場合には都道府県委員会または中央委員会の承認をうける」（第7条）とされ、推薦者となる党員の資格制限はなくなった。

「推薦者は新入党希望者の資格や経歴を組織に説明し責任を負う。また指導により新入党者の党員としての自覚と決意を固めさせる」（第7条）とした部分については削除された。上下関係など階級・革命政党色の強い表現を見直し、大衆政党としての変化を象徴するものと受け止められた。

## 選出された中央委員会
- 中央委員会議長：不破哲三
- 幹部会委員長：志位和夫
- 中央委員会書記局長：市田忠義
- 幹部会副委員長：石井郁子、上田耕一郎、浜野忠夫